# Operagebouw van Caïro

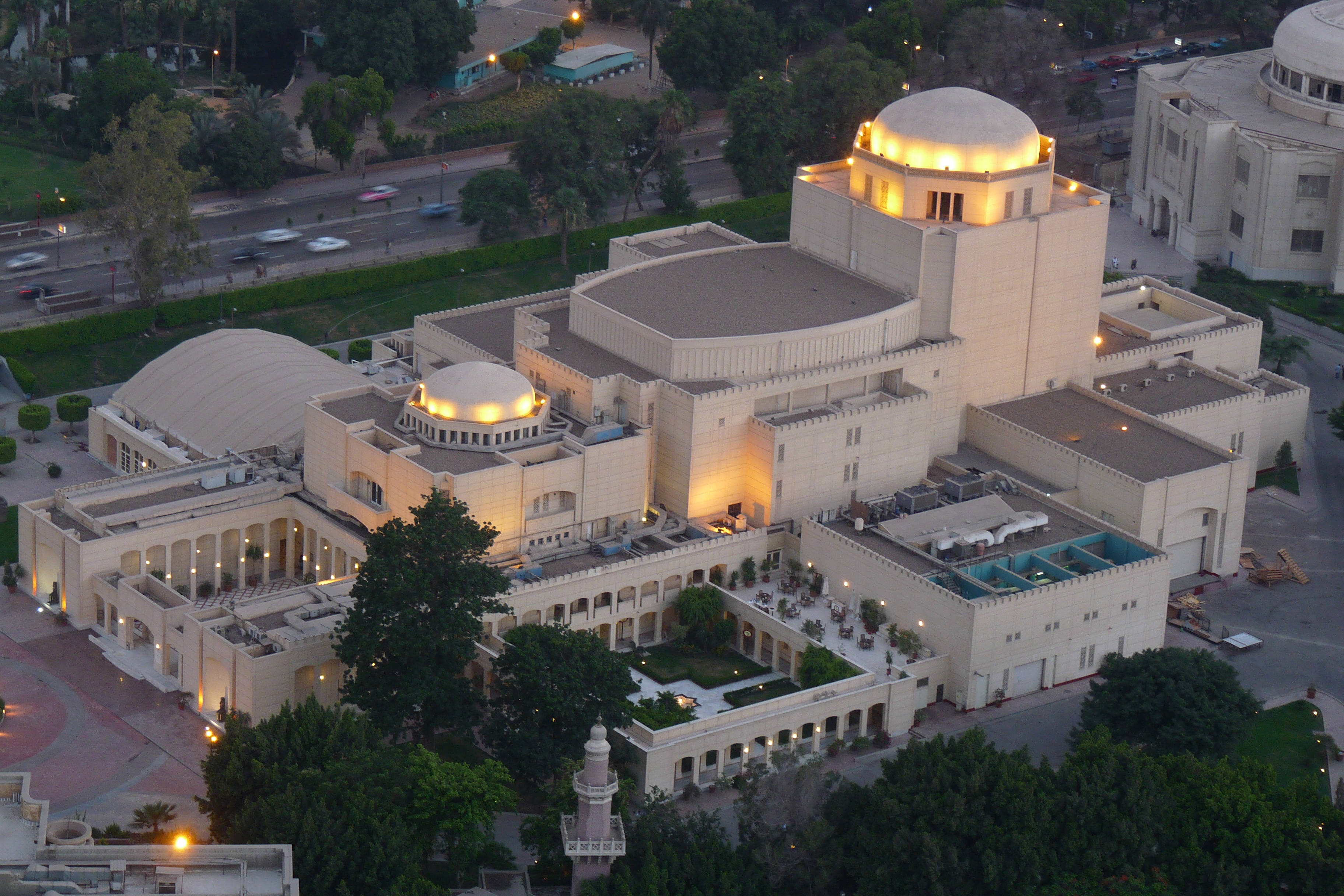
Het operagebouw van bovenaf gefotografeerd.

Het Cairo Opera House (Arabisch: دار الأوبرا المصرية, Dar el-Opera el-Masreyya; letterlijk 'Egyptisch operahuis') is de belangrijkste locatie voor podiumkunsten in Caïro. Het is de thuisbasis van de meeste muziekgroepen van Egypte en bevindt zich op het zuidelijke deel van het eiland Gezira, in de rivier de Nijl, in de wijk Zamalek.

## Geschiedenis
In 1869 gaf kedive Ismail Pasha instructies om een operagebouw te bouwen om zo de opening van het Suezkanaal te vieren. Het kreeg de naam Khedivial (Royal) Opera House en was bedoeld als een blijvend en noemenswaardig symbool van de kunsten van drama en muziek. Het operagebouw, ontworpen door de Italiaanse architecten Avoscani en Rossi, werd in zes maanden tijd voltooid.
De eerste opera die er gespeeld zou worden was Aida, maar vanwege vertragingen veroorzaakt door de Frans-Pruisische oorlog konden de decors en kostuums niet op tijd uit Parijs worden vervoerd. Daardoor opende het gebouw in 1869 met Rigoletto. Een eeuw later, in de vroege ochtend van 28 oktober 1971, werd het grote operagebouw volledig verwoest door een brand.
Het zou bijna twintig jaar duren voordat er een nieuw operagebouw werd geopend. Deze werd op 10 oktober 1988 ingehuldigd. De fondsen voor het complex waren een geschenk van Japan aan Egypte als gevolg van het bezoek van president Hosni Moebarak aan Japan in april 1983. De bouw begon in mei 1985 en duurde drie jaar.
In oktober 1988 huldigden president Moebarak en prins Tomohito het Nationaal Cultureel Centrum Cairo Opera House in. Het was de eerste keer dat Japan een kabuki-show opvoerde, een traditioneel populair drama met zang en dans, in Afrika of de Arabische wereld.

## Locaties en faciliteiten
Het Cairo Opera Complex bestaat uit zeven theaters, een muziekbibliotheek, een kunstgalerie en een museum.
- De Grote Zaal biedt plaats aan 1.200 mensen en heeft vier niveaus, inclusief orkeststoelen, drie niveaus en een presidentiële box. Het wordt gebruikt voor opera's en orkest- en balletvoorstellingen.
- De Kleine Zaal biedt plaats aan 500 personen op één verdieping, wordt gebruikt voor kamermuziek en recitals en kan ook dienst doen als zeer grote ontvangsthal voor belangrijke evenementen.
- Het Openluchttheater is een akoestisch ontworpen vierkant podium dat wordt gebruikt voor buitenoptredens en biedt plaats aan 600 mensen.
- El Gomhouria Theater is een theater in de buurt van het Abdin-paleis. Het staat onder het bestuur van het Cairo Opera House.
- Het Arab Music Institute beschikt over de modernste technologie en is zeer geschikt voor het opvoeren van authentieke Arabische muziekuitvoeringen.
- Het Alexandria Opera House of Sayed Darwish Theatre.
- Het Romeinse theater, Alexandrië, dat in 1963 werd ontdekt, biedt plaats aan 800 zitplaatsen. Het beschikt over wit marmer, groen marmer, rood graniet en mozaïek, bogen en steen.